# Naučná stezka Špičák (okres Česká Lípa)

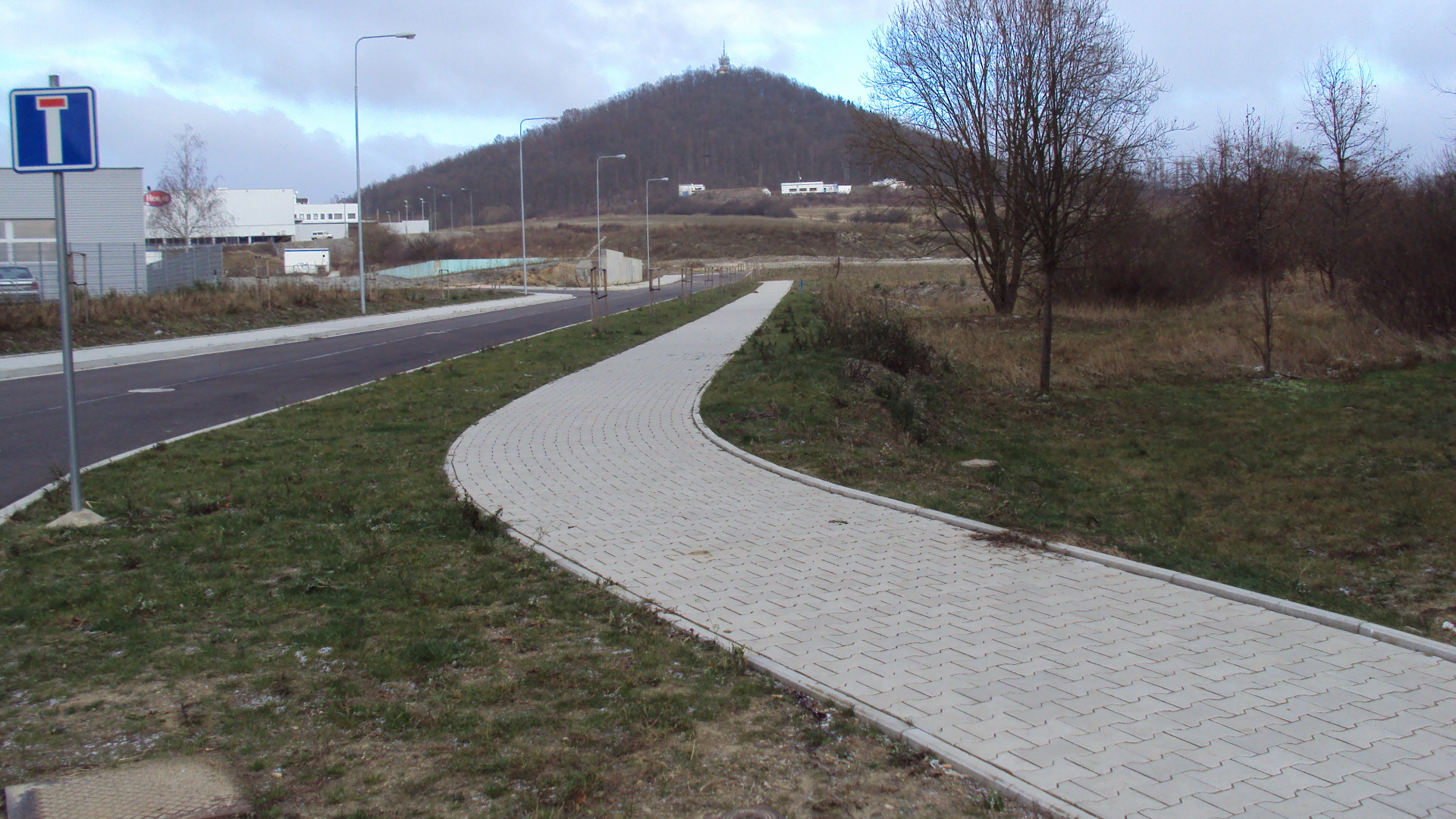
Cesta z sídliště na Špičák

Naučná stezka Špičák byla vytvořena v roce 2008 na okraji města Česká Lípa, na úpatí kopce Špičák, dominanty města.

## Základní údaje
Na severním okraji města Česká Lípa je výrazný kopec Špičák, vysoký 446 m n. m., na jehož vrcholu byla rozhledna, již řadu let pronajatá telekomunikacím. Objekt je uzamčený, veřejnosti nepřístupný. K rozhledně, kde bývala i restaurace, vedla dříve odbočka z modře značené turistické cesty. Trasa vedla po západní straně kopce.  Převýšení oproti náměstí T.G. Masaryka (u radnice) je 150 metrů.

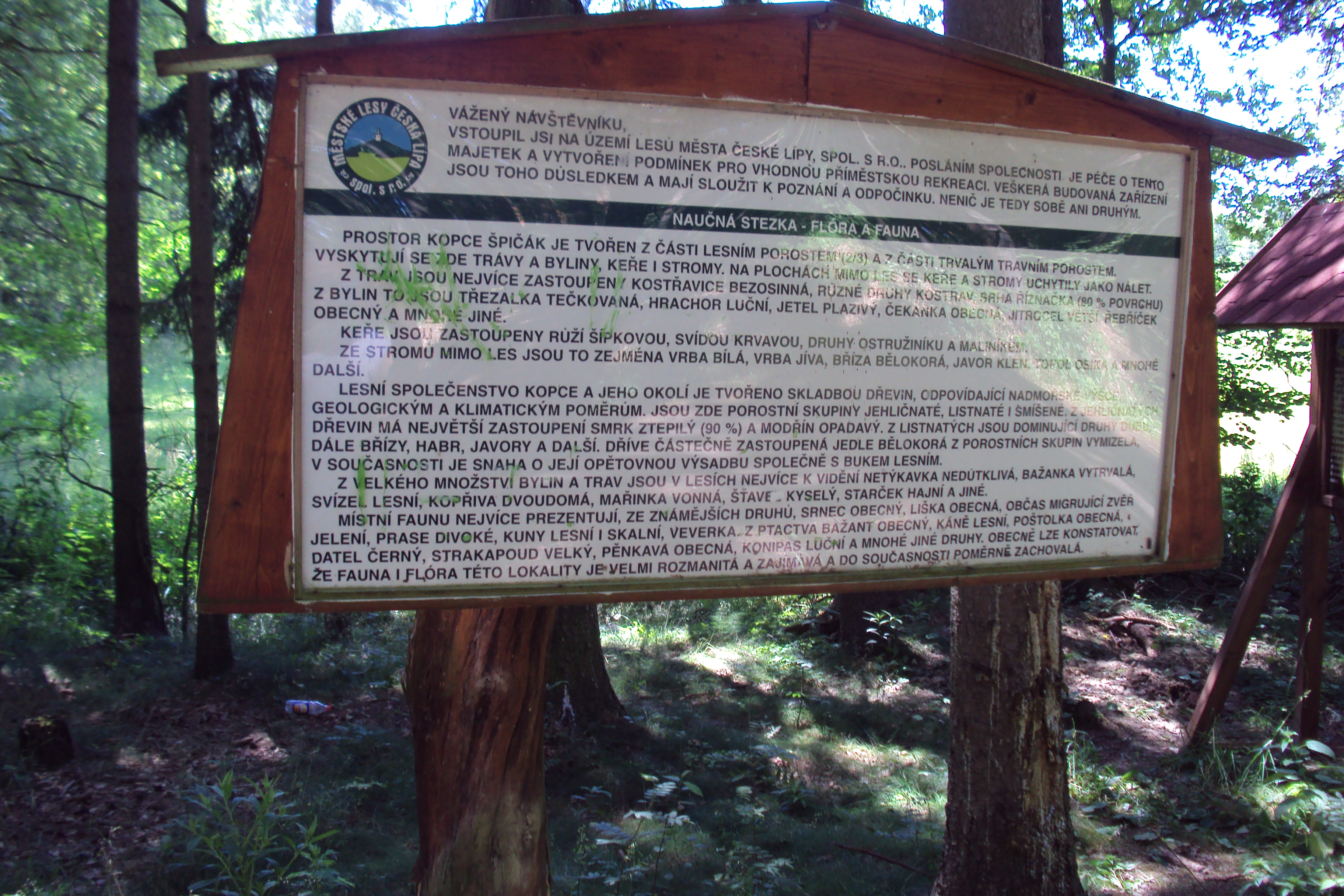
Jedna z tabulí na trase stezky

Pod Špičákem bylo vybudováno velké panelové sídliště, které převzalo jméno po kopci. Také řada důležitých staveb na sídlišti má toto označení, např. škola Špičák, knihovna Špičák, autobusové zastávky, restaurace a mnohé další. Louky kolem kopce a svahy Špičáku se staly místem vycházek, byly zde vybudovány cyklotrasy, upravena trasa pro pěší turisty s odbočkou na vrchol a také vybudována naučná stezka. Odbočka na vrchol byla později zrušena a modrá trasa byla odcloněna na východní stranu kopce. Informační tabule na trase poskytují výčet zajímavých druhů fauny a flóry i fakt, že stezku vybudoval v roce 2008 podnik Městských lesů České Lípy.

## Popis trasy
Trasa zhruba 1500 metrů dlouhé naučné stezky začíná u zahrádkářské kolonie poblíž objektů vodárny na úpatí kopce a je vedena souběžně s modře značenou turistickou trasou, která směřuje z centra České Lípy na sever, do Sloupu v Čechách a do Cvikova. Protože stezka je využitelná i pro cykloturistiku, byla z ní vybudována odbočka na cyklostezku Písečná vedoucí od sídliště Špičák do obce Písečná.

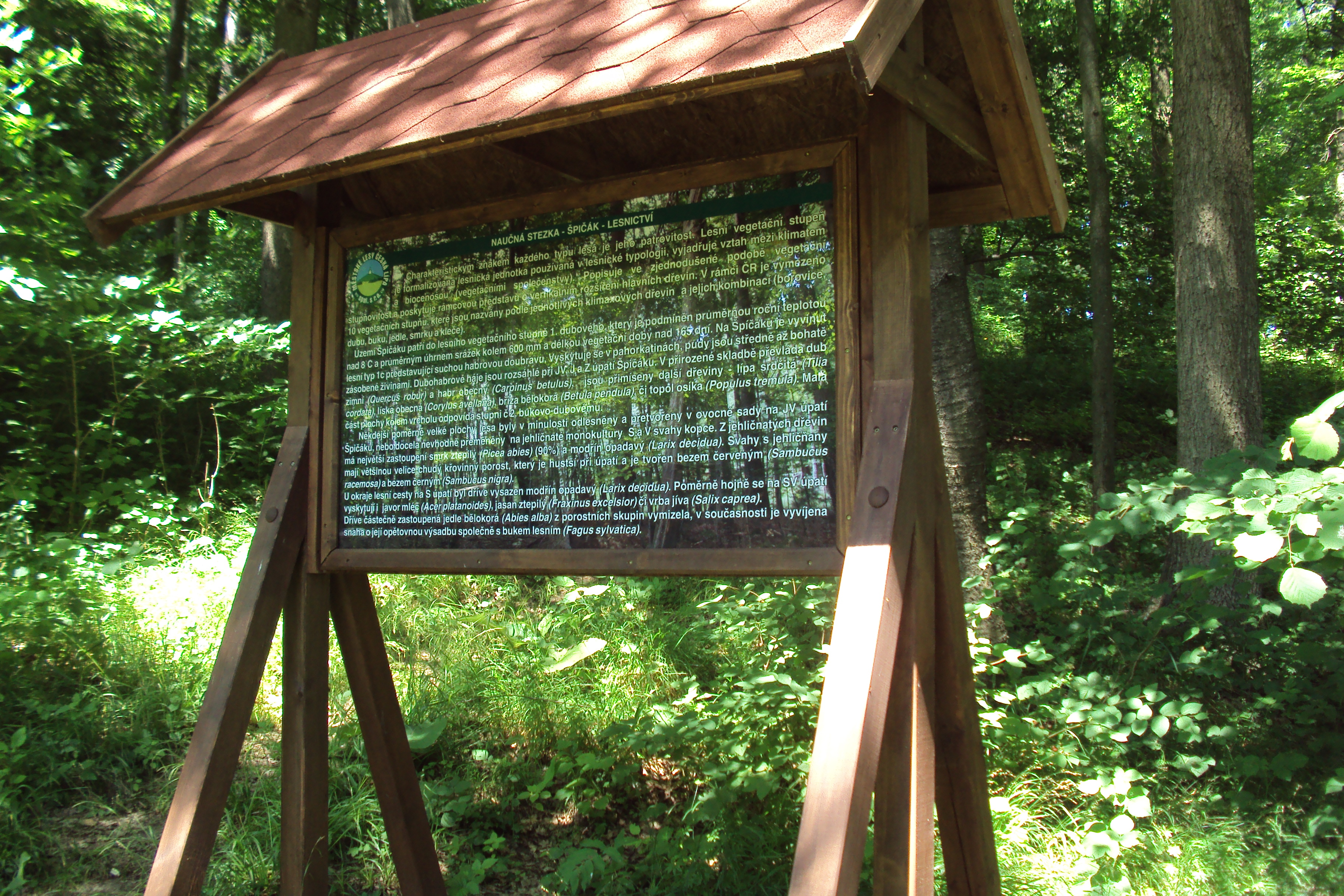
Další tabule s informacemi na trase stezky